# 邵晋涵
邵 晋涵（しょう しんかん、1743年 - 1796年）は、中国清代の官吏・学者。字は与桐。号は二雲・南江。紹興府餘姚県の出身。清代考証学を代表する一人。

## 略歴
1771年の会試に首席で及第し、1773年に四庫全書の事業が開始されたときに、銭大昕の推薦により、翰林院庶吉士として参加することになった。その後翰林院侍講学士などをへて文淵閣直学士・国史館纂修となり、国史館には特に長く勤め、その博覧強記と著述の多いことによって知られるようになる。特に歴史学に精通し、四庫提要の執筆の時にも史学の部分を担当した。しかしその原稿を総纂官の紀昀が大きく加筆訂正してしまったため、非常に腹を立て自分の原稿を自費出版して世に問うたという逸話を残す。

## 著作
- 『爾雅正義』
- 『孟子述義』
- 『穀梁正義』
- 『韓詩内伝攷』
- 『国朝大臣諡迹』
- 『輶軒日記』
- 『南江文集』